# Даремський замок
(NZ274423) 54°46′30″ пн. ш. 1°34′32″ зх. д. / 54.77487° пн. ш. 1.57558° зх. д.
Даремський замок (Durham Castle) — норманський замок типу мот та бейлі, розташований в англійському місті Дарем на скелястій кручі над річкою Уїр. Поруч з ним височить ще один пам'ятка всесвітньої спадщини — Даремський собор.

## Історія
Даремський замок був споруджений в XI столітті одразу після норманського завоювання Англії для захисту північних земель від шотландців. Він служив резиденцією єпископа Даремського, правом призначення якого володів монарх. На початку XIV століття князь-єпископ Ентоні Бек побудував у замку парадний зал завдовжки понад 30 метрів — один з найвизначніших в Англії.
З часом єпископи стали навідуватися в замок дедалі рідше, й він почав занепадати. Після заснування Даремського університету єпископ Едвард Малтбі в 1837 році передав у дар університету весь замок з двома капелами — стародавньою норманською (бл. 1078 р.) та пізньоготичною каплицею. Танстолла (1540 р.). Досвідчений архітектор Ентоні Селвін пристосував донжон з метою розміщення в ньому студентів.